# Општина Боишоара (Валча)
Боишоара (рум. Boişoara) општина је у Румунији у округу Валча.
Oпштина се налази на надморској висини од 585 m.